# Pinselschwanz-Baummäuse
Die Pinselschwanz-Baummäuse (Chiropodomys) sind eine Nagetiergattung aus der Gruppe der Altweltmäuse (Murinae), die in Südostasien leben.

## Allgemeines
Es sind baumbewohnende, sehr kleine Mäuse, die meistens in tropischen Regenwäldern leben. Sie haben eine Kopfrumpflänge von 7 bis 12 Zentimetern, hinzu kommen 9 bis 17 Zentimeter Schwanz. Sie sind oberseits grau oder braun und unterseits weiß gefärbt. Der Schwanz ist nur spärlich behaart, an der Spitze aber etwas stärker, so dass der namengebende Eindruck eines Pinsels entsteht.
Die echte Pinselschwanz-Baummaus ist die am besten erforschte Art. Sie ist besonders häufig in Bambuswäldern. Nachts wird sie aktiv, den Tag verschläft sie in einem Nest im Bambus, das mit Blättern ausgepolstert wird. Die Ernährung ist ausschließlich pflanzlich.

## Systematik
Nach Wilson & Reeder (2005) sind die Zwergbaummäuse Teil der Micromys-Gruppe innerhalb der Altweltmäuse. 
Insgesamt sind sechs Arten bekannt, doch nur eine von diesen ist häufig und weit verbreitet:
- Palawan-Pinselschwanz-Baummaus (Chiropodomys calamianensis) lebt auf der Philippinen-Insel Palawan und benachbarten Inseln.
- Indomalayische Pinselschwanz-Baummaus (Chiropodomys gliroides) kommt vom südöstlichen China über das Festland Südostasiens bis Java und Bali vor.
- Koopmann-Pinselschwanz-Baummaus (Chiropodomys karlkoopmani) bewohnt die vor der Südküste Sumatras gelegenen Mentawai-Inseln.
- Große Pinselschwanz-Baummaus (Chiropodomys major) lebt auf Borneo.
- Graubauch-Pinselschwanz-Baummaus (Chiropodomys muroides) kommt ebenfalls auf Borneo vor.
- Kleine Pinselschwanz-Baummaus (Chiropodomys pusillus) ist auch auf Borneo beheimatet.

Die IUCN listet C. karlkoopmani als „stark gefährdet“ (endangered), C. gliroides ist „nicht gefährdet“ (least concern). Für die übrigen vier Arten gibt es zu wenig verwertbare Daten.